# Centro de Biodiversidad Naturalis
El Centro de Biodiversidad Naturalis (en neerlandés: Nederlands Centrum voor Biodiversiteit Naturalis) es el museo de historia natural de rango nacional de los Países Bajos. Se encuentra en la ciudad de Leiden y es, bajo su forma actual, el resultado de la fusión progresiva de varios museos históricos neerlandeses. Por esta razón, a pesar de que su nombre actual y su organización son relativamente recientes (1998), su historia se remonta al comienzo de los años 1800. Es ante todo un centro de investigación sobre la biodiversidad y sus colecciones contienen aproximadamente 37 millones de especímenes, una de las mayores colecciones de historia natural del mundo. Entre finales de 2016 y el otoño de 2019, el centro cerró su edificio principal para ser renovado. Entre tanto, las exposiciones provisionales permanecieron abiertas en un antiguo edificio del complejo museístico, el edificio Pesthuis.

## Historia

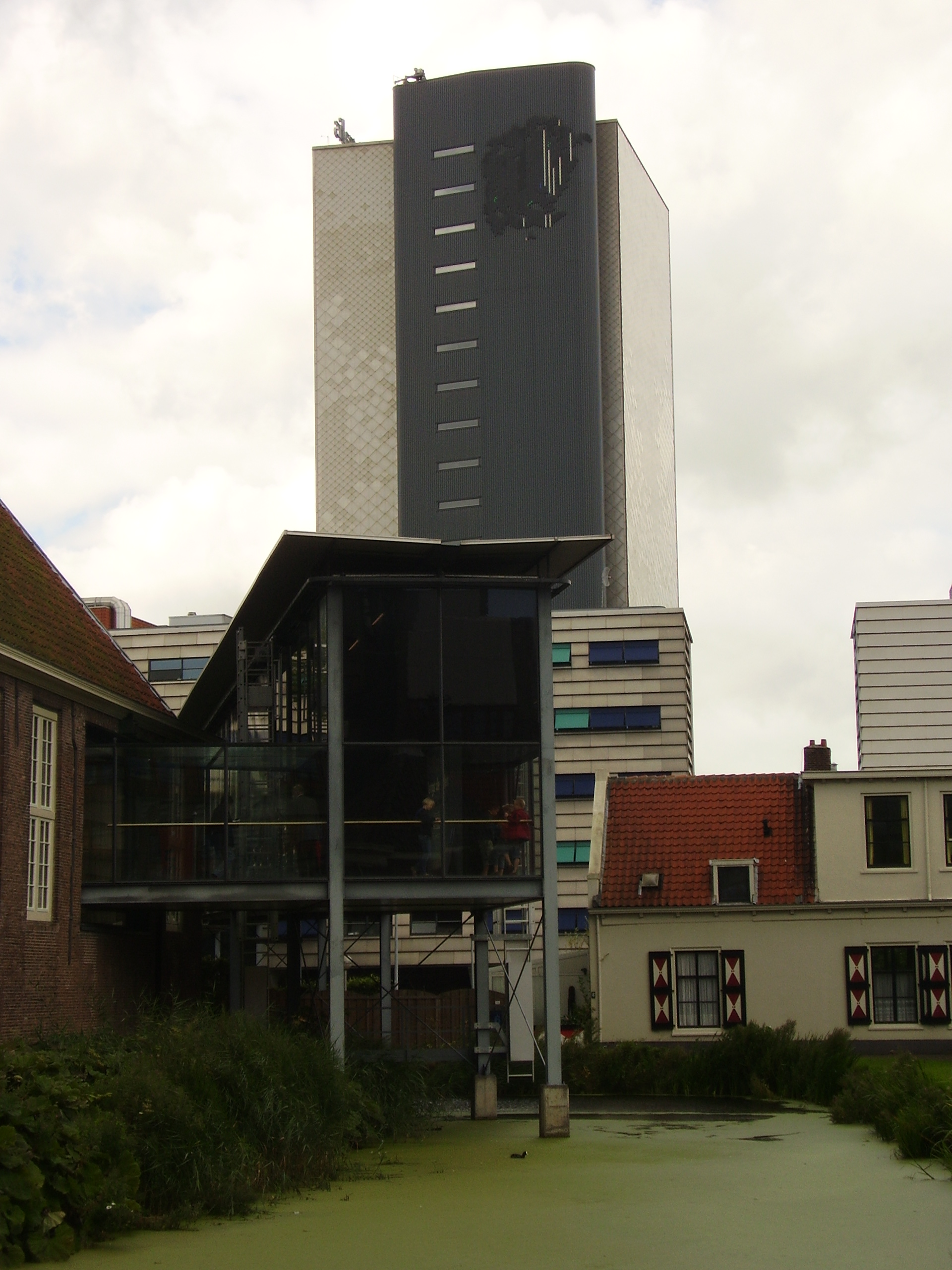
La torre del Naturalis, en la que se aloja el museo actual, conocido por los numerosos especímenes de sus colecciones

Los inicios del Centro Naturalis tienen su origen en la creación del Museo Nacional de Historia Natural por el rey Guillermo I de Holanda el 9 de agosto de 1820. En 1878, las colecciones geológicas y mineralógicas del museo se separaron en dos instituciones aparte. Permanecieron independientes hasta la fusión del Museo Nacional de Historia Natural  y del Museo Nacional de Geología y Mineralogía en 1984, dando origen al Nationaal Natuurhistorisch Museum (NNM), el Museo Nacional de Historia Natural.
En 1986 se decidió que la institución tendría que convertirse en un museo público, y Fons Verheijen diseñó un nuevo edificio. El área de recepción del edificio incorporó el antiguo Lazareto construido en 1657-1661, diseñado por Huybert Corneliszoon van Duyvenvlucht. Terminado en 1998, fue inaugurado el 7 de abril de aquel año por la reina Beatriz.￼￼ El edificio costó unos 60 millones de euros, convirtiéndose en el segundo edificio museístico más caro de Holanda.[cita requerida]
En 2010, el Museo Nacional de Historia Natural (Naturalis) pasó a absorber el Museo de Zoología de la Universidad de Ámsterdam, y el Herbario Nacional de los Países Bajos en las universidades de Leiden, Ámsterdam y Wageningen, para formar el Nederlands Centrum voor Biodiversiteit (NCB Naturalis). El instituto combinado fue oficialmente abierto como parte del ‘Año Internacional de la Biodiversidad 2010' por Ronald Plasterk y Gerda Verburg.
A partir de 2012 pasó a denominarse Centro de Biodiversidad Naturalis, colaborando con ETI Bioinformatics como patrocinador del Catálogo de la Vida (CoL), y está trabajando con la Herramienta de Información de Biodiversidad Global. Se están dedicando cuantiosos fondos para digitalizar las colecciones. Desde 2012 se emprendió la expansión y renovación de las instalaciones, con un diseño propuesto por Neutelings  Riedijk Architecten que fue realizándose progresivamente hasta finales de 2019, lo cual dejó el antiguo Lazareto fuera del complejo.

## Colecciones
El museo actual es conocido por los numerosos especímenes que alberga en sus colecciones. Con anterioridad a la fusión con el Museo Zoológico y con el Herbario Nacional, poseía aproximadamente 10 millones de especímenes zoológicos y geológicos en sus colecciones. Tras la fusión emprendida entre 2010 y 2012, reúne aproximadamente 42 millones de especímenes:
- 14.600.000 insectos
- 8.000.000 moluscos
- 1.600.000 otros invertebrados
- 615.000 vertebrados: 380.000 pájaros, 125.000 peces, 60.000 reptiles y anfibios, 50.000 mamíferos
- 9.100.000 fósiles
- 500.000 rocas y minerales
- 4.900.000 plantas vasculares
- 705.000 musgos
- 282.000 líquenes
- 135.000 helechos
- 350.000 hongos
- 250.000 algas
- 12.000 agallas
- 6.000 mohos mucilaginosos
- 121.000 muestras de madera
- 140.000 libros
- 14.000 títulos de revistas científicas
- 57.000 grabados y dibujos
- 13.000 mapas
- 91.500 microfichas
- 310.000 fotografías, diapositivas y negativos de vidrio

La mayor parte de las colecciones está almacenada en una torre de 60 metros de altura, un hito en Leiden, inaugurada en abril de 1998. Algunas partes de las colecciones están almacenadas en un depósito en el edificio anterior del museo, situado en el Raamsteeg, en el centro de la ciudad de Leiden.

### Exploradores y naturalistas
Entre las colecciones conservadas en Naturalis figuran los escritos y notas de campo de numerosos viajeros y naturalistas pioneros, incluyendo los siguientes:
- Heinrich Boie (1794-1827)
- Pierre-Médard Diard (1794-1863)
- Eltio Alegondas Forsten (1811-1843)
- Johan Coenraad van Hasselt (1797-1823)
- Ludwig Horner (1811-1838)
- Franz Wilhelm Junghuhn (1809-1864)
- Pieter Willem Korthals (1807-1892)
- Heinrich Kuhl (1797‐1821)
- Heinrich Christian Macklot (1799-1832)
- Salomon Müller (1804-1863)
- Pieter van Oort (1804-1834)
- Carl Anton Schwaner (1817-1851)
- Alexander Zippelius (1797-1828)

## Exposiciones

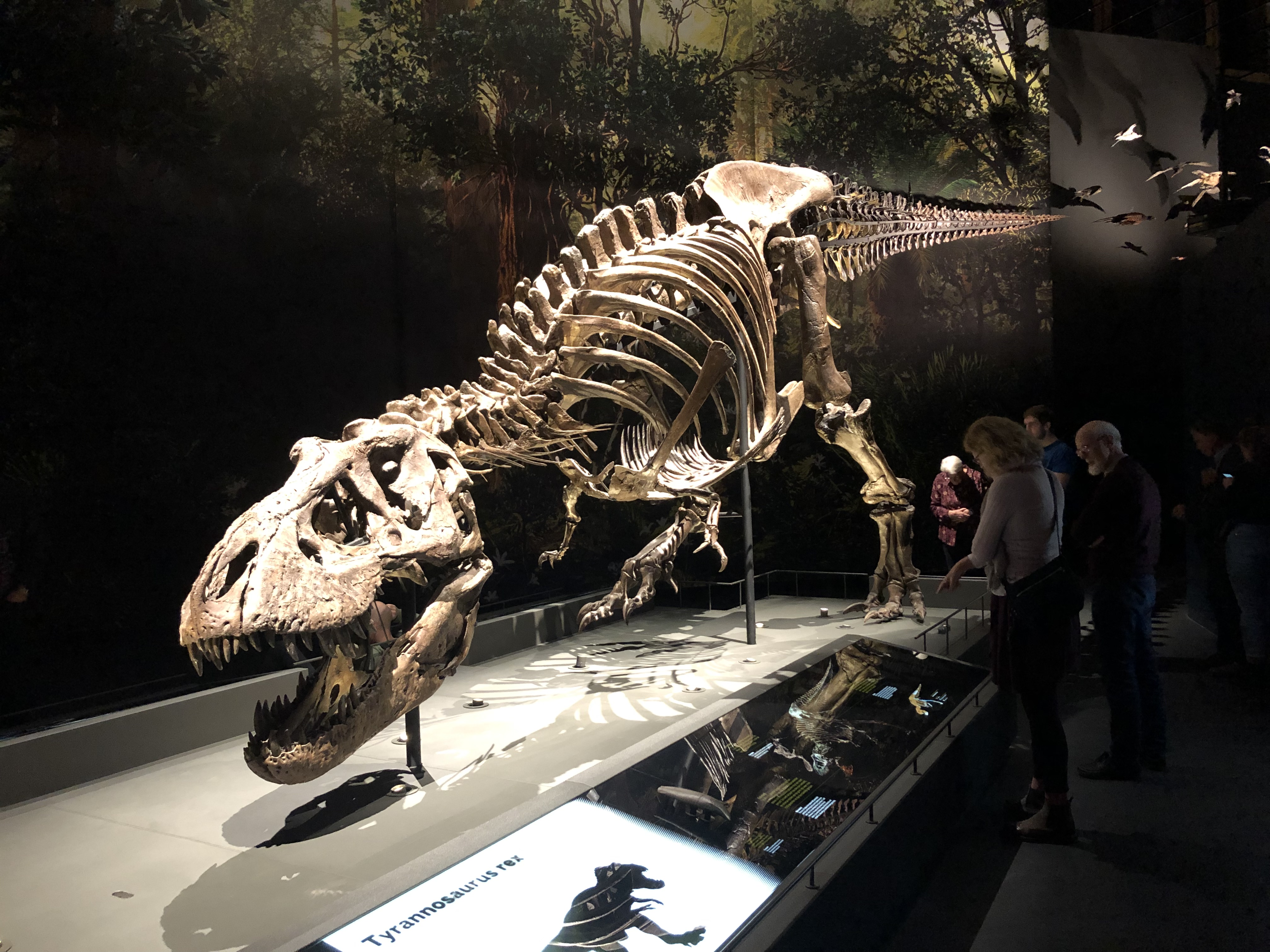
Trix, un espécimen auténtico de Tyrannosaurus rex.

### Exposiciones permanentes
El museo tiene varias exposiciones permanentes:
- Teatro de la Naturaleza (animales, plantas, hongos, organismos unicelulares, bacterias, rocas, y minerales: una impresión de la naturaleza en todas sus variadas formas)
- Desfile Primitivo (conjunto de fósiles mostrando la historia de la Tierra y el desarrollo de la vida)
- Tierra (juegos y señales informan al visitante sobre las complejidades de la Tierra)
- Vida (muestra de cómo las plantas y los animales sobreviven en la Tierra)
- Interior de la Tierra (para niños y sus padres, permite descubrir de manera divertida cómo trabaja la naturaleza)
- Biotecnología (juegos y películas muestran el visitante cómo el ADN es esencial en todos los procesos de la vida)
- Cámara del Tesoro (condiciones de almacenamiento y seguridad especiales  protegen piedras preciosas, incluyendo una colección que perteneció al Rey de Holanda Guillermo I, así como las pieles de animales extintos en los últimos centenares de años)
- Una sala especial en Naturalis expone a Trix, que es uno de los más completos[15] y mejor conservados[16] especímenes de Tyrannosaurus rex. Además, Trix es uno de los dos únicos tiranosaurios que se conservan de manera permanente en Europa. El otro es Tristan, que pertenece a un propietario danés. Actualmente Tristan se encuentra expuesto en el Museo de Historia Natural de Berlín, en Alemania.[17]

### Exposiciones temporales
- Antes de que el tiranosaurio Trix entrase definitivamente en agosto de 2019 en las colecciones permanentes de Naturalis, el esqueleto ya había sido expuesto en el edificio Pesthuis con ocasión de una exposición temporal titulada T. rex in Town (literalmente: «T. rex en la ciudad») del 10 de septiembre de 2016 al 5 de junio de 2017.[18][19][20][21][22][18]

## Edificios
| - Entrada al Naturalis (Pesthuis/Lazareto) - Venta de entradas Naturalis (Pesthuis/Lazareto) - Naturalis (Museo y Colecciones) [2013] - Naturalis (a la derecha: pasarela con decoración cebreada) |

## Colecciones
| - Adormidera (Papaver orientale), J. M. Prange - Sapo (Bufo japonicus), Kawahara Keiga - Harpago chiragra, gasterópodo marino - Labradorita |
| - Hispaniolan o Macaw cubano (extinto) - Propalaeotherium, perisodáctilo fósil - Colección de minerales                                     |

## Visitantes
| Año  | Visitantes |      | Año            | Visitantes |
| ---- | ---------- | ---- | -------------- | ---------- |
| 2008 | 245.275    | 2012 | 251.500        |            |
| 2009 | 266.000    | 2013 | 307.500 (est.) |            |
| 2010 | 270.000    | 2014 | 300.000 (est.) |            |
| 2011 | 273.000    | 2015 | 339.550        |            |

Naturalis tuvo un número estimado de 285.000 visitantes en 2013, y fue el 15º museo más visitado de los Países Bajos. El museo tuvo un número récord de 339.550 visitantes en 2015.